# Breitkopf, Kärnten
Breitkopf är en bergstopp i Österrike. Den ligger i distriktet Spittal an der Drau och förbundslandet Kärnten, i den centrala delen av landet. Toppen på Breitkopf är 3 154 meter över havet.
Den högsta punkten i närheten är Großer Bärenkopf, 3 396 meter över havet, 1,9 km norr om Breitkopf.
Trakten runt Breitkopf består i huvudsak av kala bergstoppar och isformationer.